# Hypopterus
Hypopterus is een monotypisch geslacht van straalvinnige vissen uit de familie van de reuzenbaarzen (Latidae).

## Soort
- Hypopterus macropterus (Günther, 1859)